# آیاسه یدا
آیاسه یوئدا (انگلیسی: Ayase Ueda؛ زادهٔ ۲۸ اوت ۱۹۹۸) بازیکن فوتبال اهل ژاپن است که در باشگاه فوتبال فاینورد در پست مهاجم بازی می‌کند.